# كملا
كُمِلَّا (بالبنغالية: কুমিল্লা)‏، هي مدينة في محافظة تشيتاغونغ في بنغلاديش، وتقع على طول الطريق السريع دكا-شيتاغونغ. وهي المركز الإداري لناحية كوميلا.